# Werk Strino
Das Werk Strino (von den Italienern als Forte Strino a Velon bezeichnet) war eins von insgesamt vier Sperrwerken des österreichisch-ungarischen Festungsriegels im Subrayon II der Sperrgruppe Tonale.

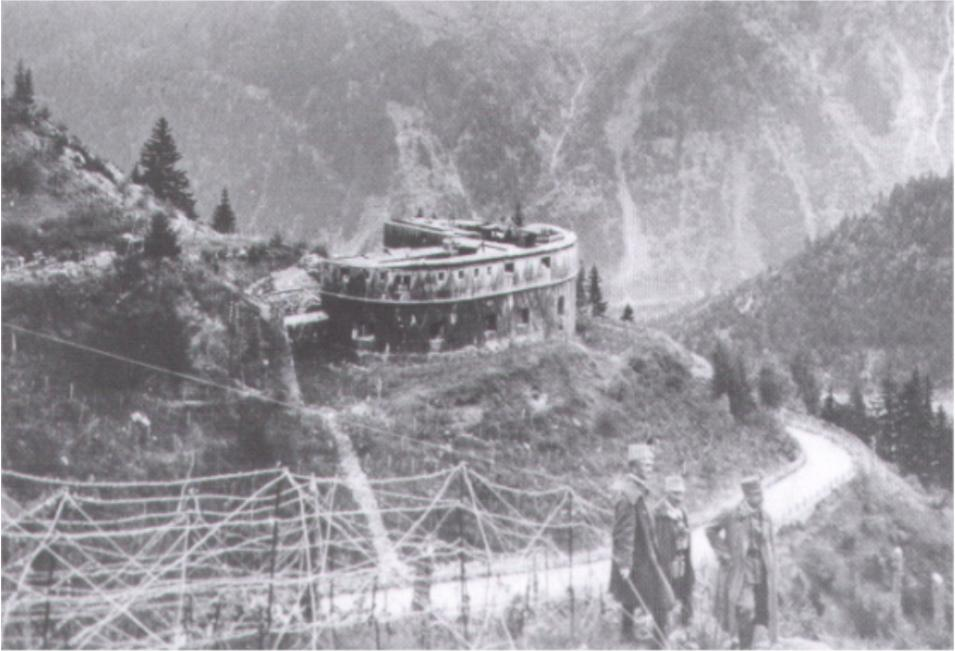
Werk Strino bei Kriegsbeginn

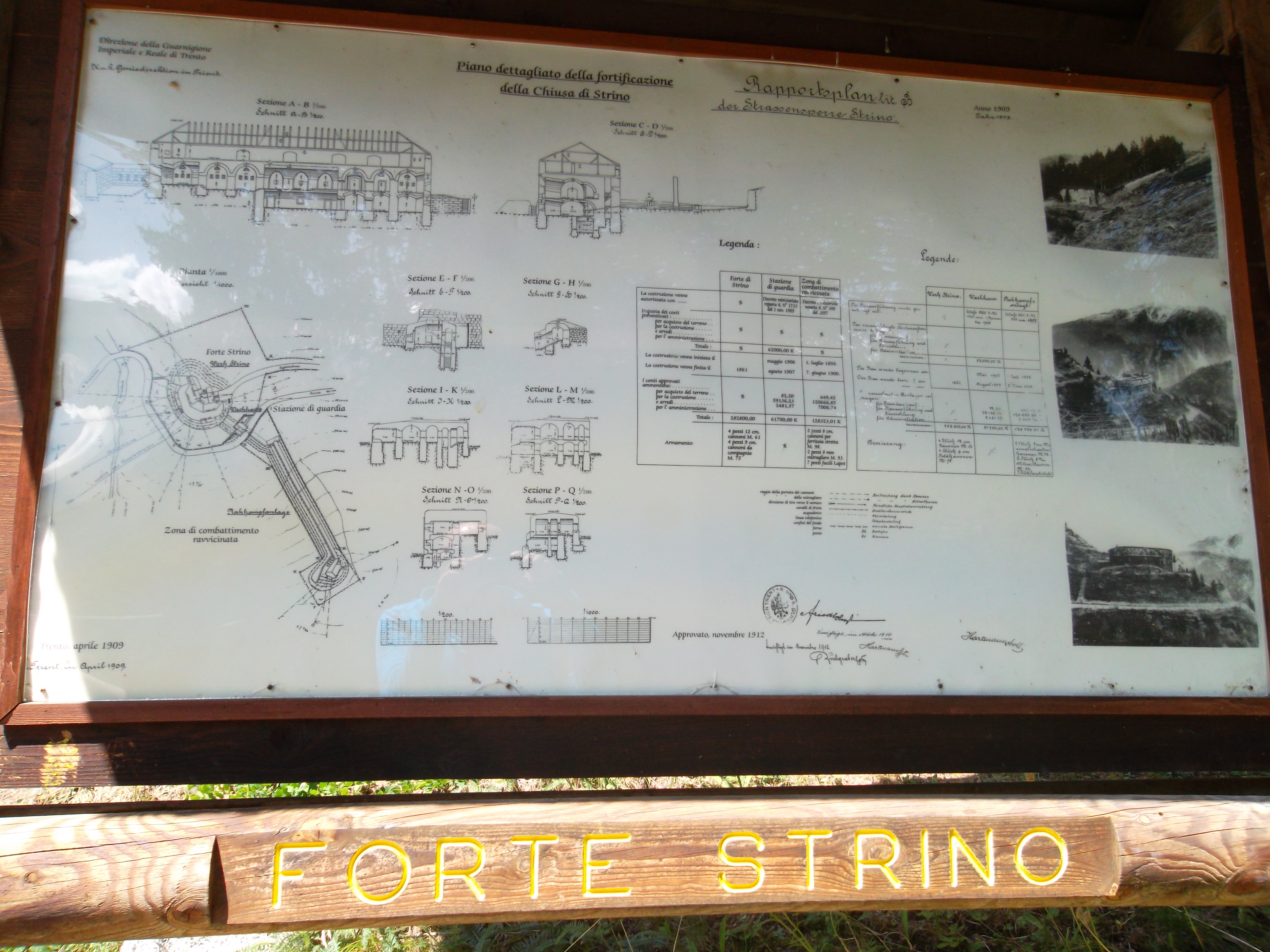
Rapportsplan der Strassensperren Strino

## Geografische Lage
Es ist das am weitesten zurückgezogene Fort der Sperrgruppe und liegt auf 1500 Metern Seehöhe direkt an der Tonalepasstraße in der autonomen Provinz Trient. Flankiert wird es nach Süden vom Werk Presanella und nach Norden von den Werken Mero und Tonale.

## Aufgabe
Nachdem im Jahre 1859 auf Veranlassung des Feldmarschall Radetzky die bisherige auf dem Niveau eines Karrenweges bestehende Straße zum Tonalepass (Passo Tonale) zu einer leistungsfähigen Verbindung ausgebaut worden war, wurde man sich plötzlich der Gefahr bewusst, die ein italienischer Durchbruch über die Passhöhe (auch für die Festung Trient) mit sich bringen würde. Die danach errichtete Sperrgruppe (zunächst nur Werk Strino) hatte daher die Aufgabe, das Val di Vermiglio und damit auch das Val di Sole abzuriegeln.

## Das Bauwerk
Errichtet in den Jahren 1860–1862 entsprach das Werk bei Ausbruch des Ersten Weltkriegs bei weitem nicht mehr den damaligen Anforderungen. In hoch aufragender, zweigeschossiger Blockbauweise stellte es für die feindliche Artillerie ein ideales Ziel dar. Das Bauwerk war in Granitsteinen aufgeführt und mit der für diese Zeit typischen halbrunden Front und den zurückgezogenen Flanken angelegt. Ursprünglich waren die Werksdecken nur etwa einen Meter stark und mit einer bis zu zwei Meter hohen Erdauflage bedeckt, was für die damaligen Granaten ausreichend dimensioniert war. 1915 galt es nur noch als kaum granatsicher und minder sturmfrei. Da der Talgrund mit den Werksgeschützen nur ungenügend gesichert werden konnte, entstand 1891 unterhalb vom Werk Strino und unterhalb der Straße die Unterstützungsanlage „Nahkampfanlage Vermigliohang“. Diese war mit einer betonierten Poterne mit dem ebenfalls zu diesem Zeitpunkt errichteten Wachhaus direkt neben der Straße (ist dort immer noch vorhanden) und von da mit dem Hauptwerk verbunden. Organisatorisch gehörten die Nahkampfanlage Vermigliohang und eine weiter unten liegende Flankierungsanlage zum Werk Strino und waren keine eigenständige Einheiten.

## Bewaffnung
- Werk Strino
vier 12-cm-Kasemattkanonen M 61 in Depressionslafetten
vier 9-cm-Kasemattkanonen M 75/96
- Nahkampfanlage Vermigliohang
zwei 8-cm-Minimalschartenkanonen M 98
zwei Maschinengewehre M 07/12
sieben Gewehrlafetten

Diese Anlage war als granatsicher und sturmfrei eingestuft.

## Besatzung
- ein Detachement des Landesschützenregiments Bozen Nr. II
- 2. Kompanie des Festungsartilleriebataillons 7

## Kriegerische Ereignisse

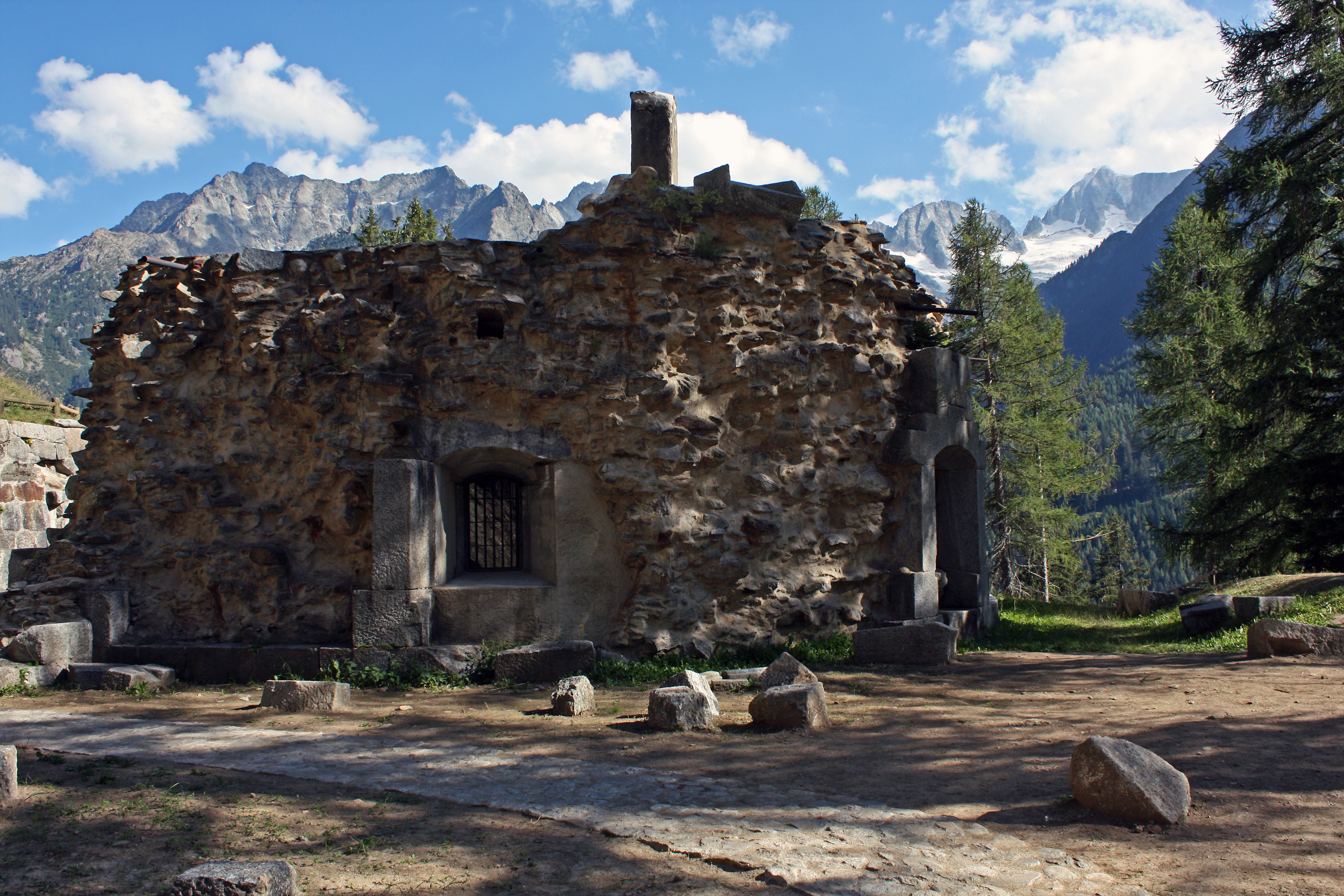
Werk Strino im Jahr 2009

Die Anlage Strino hatte 1915 keinen großen Kampfwert mehr und wurde nur als Unterkunft und Relaisstation genutzt. Da sich die Front während des gesamten Krieges am Tonalepass (acht Kilometer Luftlinie) befand, wurde Strino in keine direkten Kampfhandlungen verwickelt. Italienische Artillerie beschoss das Werk von Ponte di Legno her und richtete einigen Schaden an.
Nach dem Ende des Krieges wurde das Fort von den zurückgekehrten Bewohnern des Val di Vermiglio als Steinbruch genutzt, um ihre zerstörten Häuser wieder aufzubauen.
Vor einigen Jahren hat man in Privatinitiative begonnen, das Bauwerk so weit als möglich in seinen Originalzustand zu versetzen. Die Struktur des Gebäudes hatte an sich nicht gelitten und die schweren Schäden waren nur äußerlich, sodass eine Instandsetzung im Bereich des Möglichen liegt.